# Donnerkeil (Heraldik)

Donnerkeil als Muster

Donnerkeil im Wappen von Harjavalta

Der Donnerkeil, oft verkürzt als Donner, ist in der Heraldik als Wappenfigur eine gemeine Figur. Schon 1889 erwähnt Siebmacher diese Figur in seinem Buch.
Dargestellt wird im Schild oder Feld ein spindelförmiger Körper mit gezackten Blitzen und/oder Flammen an den beiden Enden, der an eine Zigarre erinnert. Als Tingierung können alle Farben der Heraldik verwendet werden. Bevorzugt werden die Metalle Silber und Gold. Zu beachten ist die Ornamentierung des Körpers, die zur Figur vorgegeben ist. Der Donnerkeil wird im Schild oder Feld pfahlweis, balkenweis oder schräg dargestellt. Eine größere Stückzahl größer eins ist selten. Die Symbolik geht auf die Blitzbündel der mythologischen Götter Jupiter, Zeus, Thor und Baal zurück.
Aus den wenigen Darstellungen zwei Beispiele: Die dänische Familie Blixen führte diese Wappenfigur. Auch aus der Napoleonischen Heraldik ist der Donnerkeil bekannt. Hier hielt der Adler den blitzenden Donnerkeil im französischen Wappen.